# Videosex '84
Videosex '84, ponekad stilizirano kao Video Sex '84 je prvi studijski album slovenskog synthpop sastava Videosex. Album je prvotno objavljen 27. veljače 1984. godine.
Godine 2009., album je ponovo objavljen kao digitalizirani CD.

## Popis pjesama
| Videosex '84 | Videosex '84               | Videosex '84 | Videosex '84 | Videosex '84 | Videosex '84 | Videosex '84 | Videosex '84 | Videosex '84 | Videosex '84 |
| Br.          | Skladba                    | Trajanje     |              |              |              |              |              |              |              |
| ------------ | -------------------------- | ------------ | ------------ | ------------ | ------------ | ------------ | ------------ | ------------ | ------------ |
| 1.           | »Detektivska Priča«        | 3:07         |              |              |              |              |              |              |              |
| 2.           | »Ana«                      | 3:13         |              |              |              |              |              |              |              |
| 3.           | »Moja mama«                | 3:44         |              |              |              |              |              |              |              |
| 4.           | »U sjeni egzotičnih trava« | 2:57         |              |              |              |              |              |              |              |
| 5.           | »1001 noć«                 | 3:23         |              |              |              |              |              |              |              |
| 6.           | »Kako bih volio da si tu«  | 2:23         |              |              |              |              |              |              |              |
| 7.           | »Videosex«                 | 3:09         |              |              |              |              |              |              |              |
| 8.           | »Neonska reklama«          | 3:35         |              |              |              |              |              |              |              |
| 9.           | »Neonska reklama 2«        | 7:49         |              |              |              |              |              |              |              |
| 32:00        |                            |              |              |              |              |              |              |              |              |

## Vanjske poveznice
- Videosex '84 na Discogsu